# Кярнаве
Кярнаве, Кернаве (лит. Kernavė, уст. рус. Керново) — местечко в 35 км к северо-западу от Вильнюса, в Ширвинтском районе Литвы; административный центр староства с населением в 307 человек (2001). Предположительное место расположения столицы древних литовцев (другой вариант — Ворута) и Великого Княжества Литовского.
По данным археологии, на рубеже XIII и XIV веков Кярнаве был прото-городом с пятью деревянными укреплениями (о которых напоминают лишь холмы, где они стояли). Тем не менее эта местность продолжает притягивать туристов (особенно после того, как в 2004 году Кярнаве был включён в список Всемирного наследия ЮНЕСКО). Каждый год 6 июля здесь отмечают годовщину коронации Миндовга.

## История

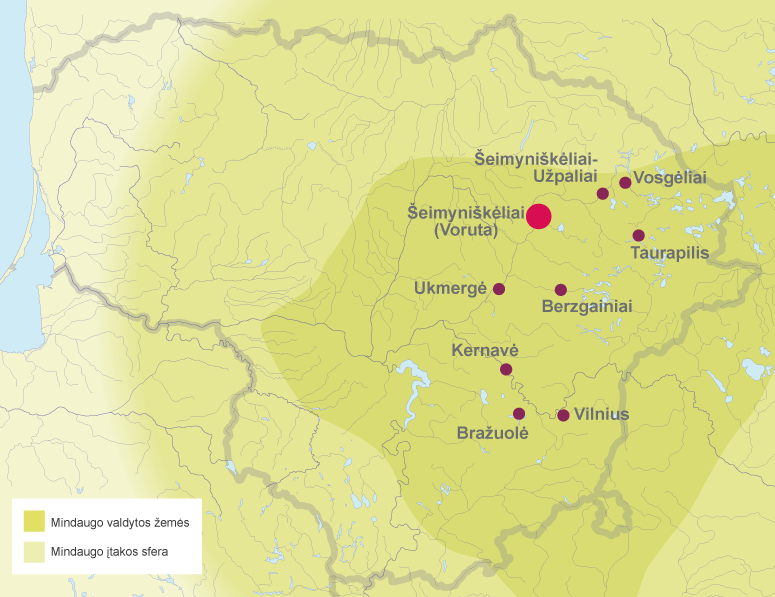
Литовские замки Миндовга (реконструкция Т. Баранаускаса)

Кернаве впервые упомянут в рифмованной Ливонской хронике под 1279 годом. Еще в конце 1278 года ливонские войска начали поход на Литву. В январе 1279 года они взяли в осаду Кернаве. Хроники ордена говорят о нем как о «городе в земле Трайдена» или «городе Трайдена», из чего некоторые исследователи делают вывод, что Кернаве в то время был столицей литовского князя..

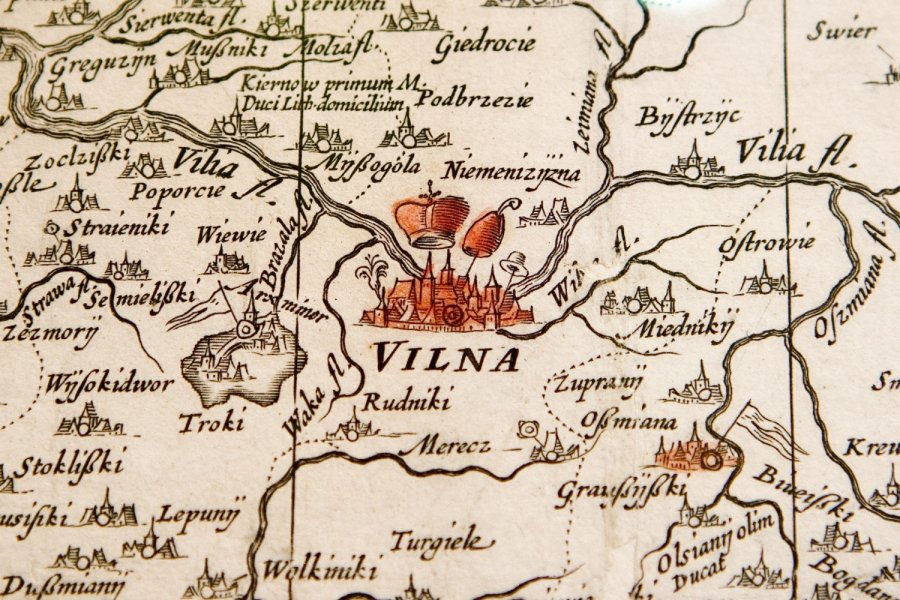
Фрагмент первой такой детальности карты Великого Княжества Литовского 1613 года и Кернаве («Kiernow») с надписью на латыни «Первая столица Великого Княжества Литовсого»

В XIII—XIV вв. на территории Кярнаве было построено несколько деревянных замков. Согласно позднейшей Хронике Быховца город был назван по имени основателя — легендарного литовского князя Кернуса. Судя по находкам, сделанным археологами, в то время Кярнаве представлял собой значительный торговый центр. Традиционно считается, что даже во второй половине XIV века, через десятки лет после основания новой великокняжеской столицы в Вильнюсе, Кярнаве оставался резиденцией верховных жрецов (криве-кривайтис) — таких, как Лиздейка.
В 1420 году Витовт построил в Кярнаве первую церковь, фундаменты которой были открыты археологами. Более поздняя церковь, построенная в 1739 году, также не сохранилась. С годами останки древнего поселения были погребены под алювиальными отложениями. На карте начала XVII века Кярнаве обозначен как бывшая литовская столица.
Лишь в XIX веке, после выхода исторического романа «Дочь Лиздейки», литовцы вспомнили об этом месте. Здесь вели раскопки Владислав Сырокомля, а за ним братья Тышкевичи, создавшие Кярнаве репутацию литовской Трои. В частности, раскопками была открыта болотная дорога, которая может датироваться IV—VII вв. Археологами исследованы Алтарный холм, насыпь «Трон Миндовга» и холм Лиздейки со слоями I—XV веков н. э.
В конце 1970-х и 1980-е годы холмы были исследованы командой археологов во главе с Пранасом и Региной Куликаускас. По результатам раскопок в 1989 году создан Кярнавский археологический и исторический музей-заповедник.

## Варианты топонима
В письменных источниках встречаются различные варианты топонима: Kernowe (1279), Kernow (1365), Керново (XVI век), Kiernow (1613), Керновъ (1689). Название является балтским (литовским) и выводится из названия реки Кярнаве — правого притока реки Вилии (Нерис)..
В современных текстах на русском языке наиболее распространён вариант Кярнаве, согласно § 47 «Инструкции по транскрипции фамилий, имен и географических названий с русского языка на литовский и с литовского языка на русский», апробированной Комиссией по литовскому языку при Академии наук Литовской ССР и обязательной в Литве, в соответствии с которой литовская e транскрибируется русской я.

## Достопримечательности
- Деревянная часовня, где выставлена традиционная литовская деревянная утварь.
- Фундаменты церквей 1420 и 1739 годов постройки.
- Кирпичная церковь с усыпальницей помещиков Рёмеров (1851-56).